# Piebe Bakker
Piebe Bakker (Koudum, 2 juni 1929 – Wommels, 3 november 2002) was een Nederlands muziekpedagoog en dirigent.

## Levensloop
Bakker bezocht het Muzieklyceum te Zwolle waar hij voor koor- en orkestdirectie werd opgeleid. Hij maakte een speciale studie van harmonie en fanfare bij de Nederlandse componist Gerard Boedijn.
Op zeer jonge leeftijd dirigeerde hij zijn eerste muziekkorpsen in de provincie Friesland. Als dirigent van diverse amateurorkesten behaalde hij bij een der Nederlandse organisaties zesmaal een kampioenstitel, terwijl hij op het Wereld Muziek Concours te Kerkrade in de hoogste divisie een eerste prijs won.
Hij was toentertijd met zijn 25 jaar een van de jongste juryleden die op de concoursen der verenigingen mocht beoordelen.
Toen het Nationaal Jeugd Fanfareorkest (NJFO), opgericht door de Nederlandse Federatie van Christelijke Muziekbonden (NFCM), een nieuwe dirigent moest hebben, werd Bakker benoemd. Als dirigent van het NJFO heeft hij veel talentvolle musici gevormd voor een latere muzikale loopbaan: onder anderen Jan de Haan, Rieks van der Velde, Nico Siefers en Dick Bolt. In 1986 werd hem voor zijn inzet voor het NJFO de Gerard Boedijn Penning overhandigd.
Samen met Jan de Haan en Jan van Ossenbruggen vormde hij de Muziek Advies Commissie (MAC) van de NFCM. Bij Omrop Fryslân was Bakker jarenlang de klankregisseur bij opnames van koren en korpsen voor het zondagse programma Muzyk Maskelyn.
In 1980 werd Bakker door de stichting Frysk Orkest onderscheiden met het Gouden Viooltje voor zijn veelzijdige bijdrage aan de ontwikkeling van het wezen van de HaFa-orkesten en brassbands.
- International Standard Name Identifier: 0000 0003 9210 0430
- Nederlandse Thesaurus van Auteursnamen: 074156837
- Virtual International Authority File: 286029872
- WorldCat: E39PBJpdVytQpWHHMJRF4g4Dv3